# Uni-ball
uni-ball та uni — бренди з ручок і олівців, вироблених Mitsubishi Pencil Company Limited (яп. 三菱鉛筆株式会社, Mitsubishi Enpitsu Kabushiki Gaisha) з Японії. Бренд був представлений в 1979 році як модель ручки-ролера, а потім розширився до інших продуктів Mitsubishi Pencil.
Компанія Mitsubishi Pencil продає понад 3000 основних видів продуктів у понад 100 країнах через дочірні компанії, такі як Mitsubishi Pencil Company UK. Поширення товарів в США, Канаді та Мексиці здійснює Північноамериканська корпорація uni-ball у Вітоні, штат Іллінойс. У Німеччині їх продає Faber-Castell, в Перській затоці і на Близькому Сході — Hoshan Pan Gulf, в Індії Linc Pen and Plastics Limited (LPPL), а на Філіппінах — Lupel Corporation Незважаючи на своє найменування та майже однакові логотипи, компанія Mitsubishi Pencil не пов'язана з Mitsubishi Group і ніколи не була частиною їх кеірецу.

## Історія
Компанія була заснована в Токіо Ніроку Масакі в 1887 році як «Компанія з виробництва олівців Масакі». Після Другої світової війни вона була перейменована в «Компанія олівців Mitsubishi» (англ. Mitsubishi Pencil Company).
Експортувати свою продукцію компанія почала спочатку до Мексики в 1927 році, а потім розширила експорт на інші ринки, включаючи Бельгію, Єгипет, Португалію, Аргентину, Індію та Нідерланди . Наприкінці Другої світової війни компанія представила олівець «9800». У 1959 році Mitsubishi випустила свою першу кулькову ручку, а перший механічний олівець був випущений в 1961 році.
У 1966 році компанія почала проводити власні дослідження і в результаті 1979 року була розроблена перша ручка-ролер «Uniball», яка була першою авторучкою з металевим наконечником з чорнилом на водній основі. Ця ручка мала великий успіх у Японії та Північній Америці. Через рік компанія випустила маркер «Paint» на олійній основі.
В основному зосереджуючись на виготовленні ручок, у 2008 році компанія розробила новий механічний олівець, який обертає графітовий стрижень щоразу, коли його відривають від сторінки, забезпечуюючи при цьому його заточення до рівномірної форми конуса. Ця лінія олівців називається Куру Тога. назва Куру Тога — портманто (злиття) двох японських слів «куру» (поворот) і «тогару» (для загострення).
У серпні 2020 року компанія uni-ball оголосила про партнерство зі Starline. Починаючи з січня 2021 року, Starline стане ексклюзивним постачальником бренду uni-ball для індустрії рекламної продукції.

## Продукти

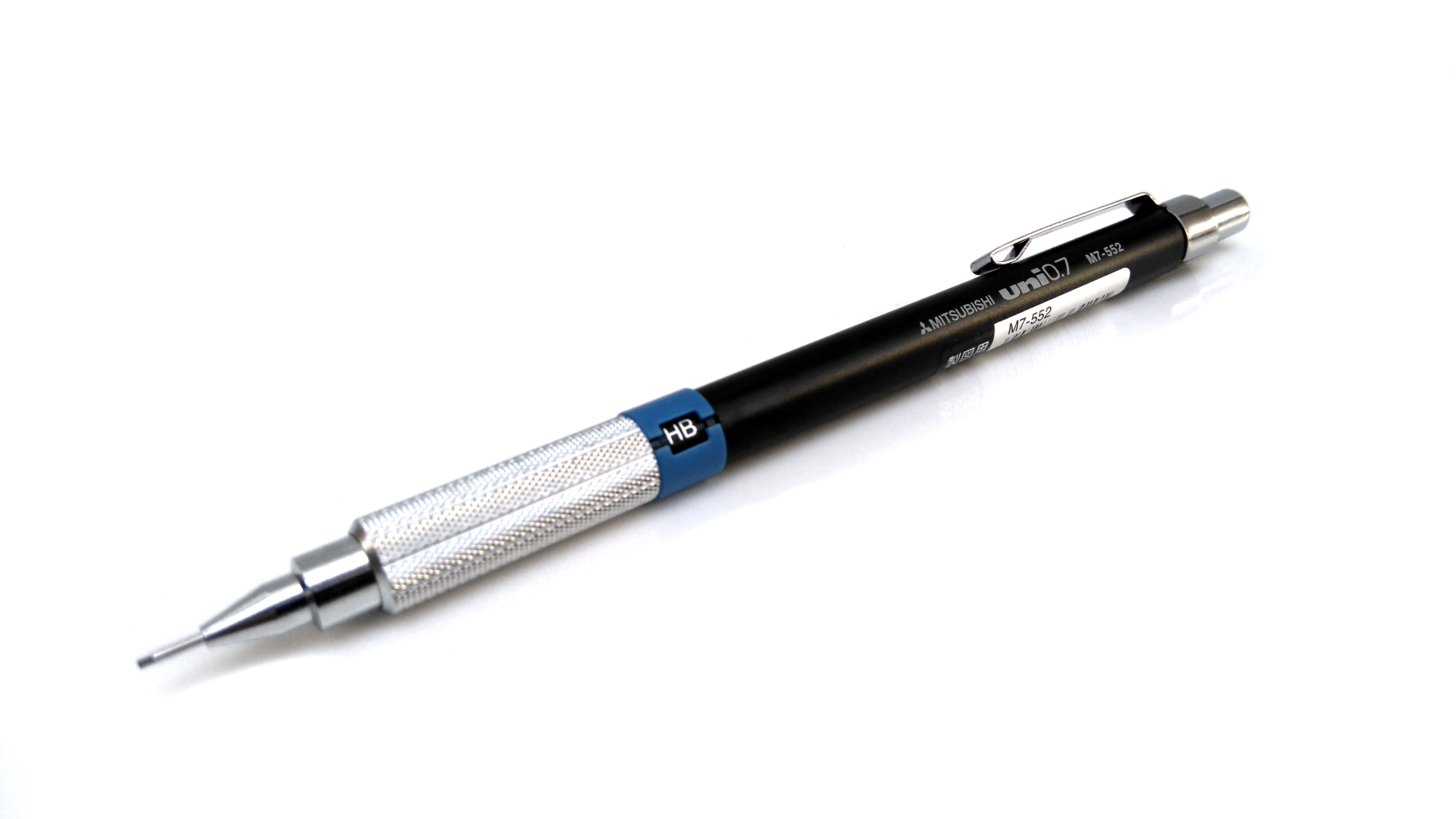
Механічний олівець uni M7-552.

Хоча Mitsubishi Pencil розпочала свою діяльність як виробник дерев'яних олівців, компанія більше не спеціалізується на цьому продукті, зосередившись на механічних олівцях. Бренди письмового приладдя uni-ball включають Jetstream (кулькові ручки з гібридними чорнилами), Vision, Air, eye (ручки-ролери, що продаються у США під маркою Vision), Signo (ручки з пігментними чорнилами), Onyx, Kuru Toga (механічні олівці), Paint, Posca, Chalk та Prockey (ручки-маркери).
Серед брендів дерев'яних олівців Hi-Uni, Uni та Mitsu-Bishi. Деякі інші лінії ручок (в основному призначених для японського ринку), Power Tank (напірний картридж з чорнилом), Eye (ручка-ролер), R: E (чорнило яке можна стирати), Laknock, Clifter (кулькові ручки), Style Fit (система мульти-ручки), Shift, M-552 (механічні олівці) та Propus (маркери).
Асортимент продукції марки uni-ball вироблених включає:
| Категорія         | Продукти |
| ----------------- | --- |
| Письмове приладдя | Кулькові ручки, гелеві ручки, ручки-ролери, механічні олівці, дерев'яні олівці, стрижні, маркери, маркери (ручки) |
| Офісне приладдя   | Корекційні стрічки                                                                                                |